# Fatepur
Fatepur (nep. फत्तेपुर) – gaun wikas samiti we wschodniej części Nepalu w strefie Sagarmatha w dystrykcie Saptari. Według nepalskiego spisu powszechnego z 2001 roku liczył on 1746 gospodarstw domowych i 10192 mieszkańców (5042 kobiet i 5150 mężczyzn).